# Хебеј
Хебеј (кин: 河北, Hébĕi - северно од Жуте реке) је покрајина Народне републике Кине. Налази се у североисточном делу земље. Главни град је Шиђаџуанг. Површина покрајине је 187.700 km², где је 2009. живело око 70 милиона људи. 